# Clistopyga sziladyi
Clistopyga sziladyi là một loài tò vò trong họ Ichneumonidae.